# 별의 커비의 등장인물 목록
다음은 비디오 게임 시리즈 《별의 커비》의 등장인물 목록이다.

## 주요 등장인물
커비
봄바람과 함께 나타난 여행가이자 먹보. 그러나 누군가가 위험에 빠지면 돕기도 하고 별의 위기조차 해결해 버리는 히어로.
메타 나이트
강해지기 위해 끝없이 수행하는 기사.
메타 나이츠를 거느리고 있다.
디디디 대왕
디디디 산 위에 사는 자칭 대왕.  웨이들 디라는 부하가 있고 성도 있다.
반다나 웨이들 디
커비 시리즈의 웨이들 디의 대장이다. 머리에 반다나를 두르고 있다.

## 드림 프렌즈
커비의 친구들은 함께 여행을 하면서 어려운 상황에 도움을 주기도 한다. 또한 커비가 갖추지 못한 저마다의 특징을 가지고 있다.

### 릭
지상이 주 활동 맵으로 설정된 캐릭터. 별의 커비 3에서 락 클라임(벽 타기)이라는 기술이 추가되었다. 얼음 위에서 미끄러지지 않고 활동할 수 있고, 지상에서 최대의 속력을 발휘한다.

### 쿠우
공중이 주 활동 맵으로 설정된 캐릭터. 스테이지 중 바람이 많은 곳에선 바람을 헤치고 나는게 가능하며 빠른 속도로 나는 기술을 가지고 있다.

### 카인
수중이 주 활동 맵으로 설정된 캐릭터. 스테이지 중 물살이 강한 곳을 빠르게 수영하는 기술을 가지고 있다. 의외로 스테이지 중 어둠을 분간할 수 있게 하는 카피 능력을 가지게 하기도 한다.

### 마르크
별의 커비 슈퍼스타의 최종 보스이며, 별의 커비 스타 얼라이즈부터 드림 프렌즈로 등장하였다.

### 마버로아
별의 커비 Wii의 최종 보스이다. 별의 커비 스타 얼라이즈에서 드림 프렌즈로 등장한다.

### 리본
커비 64에서만 등장한 캐릭터. 커비에게 키스까지 해 준 여자 친구이다. 스타 얼라이즈 2기 업데이트 때 아들레느와 함께 나왔다.

### 비서 수지
별의커비 로보보 플래닛에서 등장, 별의 커비 로보보 플래닛의 빌런인 프레지던트 할트만의 비서다. 3기 드림프렌즈.

### 다크 메타나이트
별의 커비 거울의 대미궁에서 등장. 고성능의 캐릭터로 평가된다. 별의 커비 트리플디럭스 GO! 디디디에서 최종 보스로 등장한다.

### 도팡
별의 커비 도팡 일당의 습격에서 나온
캐릭터로 동료들을 소환하며 얼음광선,불꽃 폭탄 등을 쓴다.
커비가 얻은 상자를 빼앗으려고 한다. 2기 드림프렌즈이다.

### 타란자
별의커비 트리플 디럭스에서 소꿉친구 세크토니아를 잃은 비운의 거미. 별의커비 스타얼라이즈에서도 등장한다. 3기 드림프렌즈.

### 삼사신 시스터즈
별의 커비 스타 얼라이즈의 빌런. 하이네스의 수하다. 또 하나의 세계 히어로즈에서 최종보스 참회한 보복자 삼사신 시스터즈가 되어서 커비와 싸운다.
잔 파르티잔느
어린시절 번개에 맞아서 죽어가고 있을 때 하이네스가 번개의 힘을 주어 번개에 내성이 생긴 후로 하이네스를 좋아하고 존경하며 자신에게 모질게 굴어도 계속 하이네스를 따른다. 흩어진 자마하트를 찾아다니다 커비를 만나 싸웠지만 나중에는 친구가 된다.
플랑베르주
어린시절 화재가 난 집에 갇혀서 죽어가고 있을 때 하이네스가 화염의 힘을 주어 화염에 내성이 생긴  후로 하이네스를 존경하며 자신에게 모질게 굴어도 계속 하이네스를 따른다. 흩어진 자마하트를 찾아다니다 커비를 만나 싸웠지만 나중에는 친구가 된다.
프랑시스카
어린시절 설산에서 조난을 당해서 죽어가고 있을 때 하이네스가 얼음의 힘을 주어 얼음에 내성이 생긴 후로 하이네스를 존경하고 자신에게 모질게 굴어도 계속 하이네스를 따른다. 흩어진 자마하트를 찾아다니다 커비를 만나 싸웠지만 나중에는 친구가 된다. 물의 능력도 가지고 있다. 다른 삼사신들과 함께 3기 마지막 드림프렌즈.

## 중간 보스

### 비비드리아
별의 커비 스타 얼라이즈때부터 생긴, 아티스트 능력을 주는 중간보스. 프렌즈 헬퍼로도 데리고 다닐 수 있다.

### 미스터 프로스티
아이스 능력을 가지고 있는 중간 보스. 유일하게 프렌즈 헬퍼로 데리고 다닐 수 없다. 프렌즈 하트를 던지면 칠리로 변한다.

### 벅지
슈플렉스 능력을 준다. 프렌즈 헬퍼로 데리고 다니면 사슴벌레처럼 변한다

### 본커스
해머 능력을 가지고 있는 중간보스. 벅지, 비비드리아와 같이 프렌즈 헬퍼로는 원래의 모습이지만
커비가 삼켰을땐 해머 능력으로 바뀐다.

## 최종 보스
- 디디디 대왕

디디디 산 위에 사는 자칭 대왕.  웨이들 디라는 부하가 있고 성도 있다.
- 나이트메어
- 다크 매터
- 마르크

- 제로
- 제로투
- 다크 마인드
- 다크 제로
- 마버로아

- 퀸 세크토니아
- 별의 꿈
- 엔드 닐

별의 커비 스타 얼라이즈의 최종보스이다. 또 하나의 세계 히어로즈에서는 업그레이드 되어 다시 나온다.
- 펙트 에피리스

## 프렌즈 헬퍼
- 웨이들 두

빔 능력을 주는 몬스터. 외눈박이다. 프렌즈 헬퍼로 데리고 다닐시 머리에 커비가 빔 능력을 카피할 때 생기는 모자를 쓰고 다닌다.
- 버닝레오

파이어 능력을 주는 몬스터. 본작에서 처음으로 영입할 수 있는 특수능력 잡몹이다.(옛날엔 버닝능력을 주었다)
- 코모

거미처럼 생긴 몬스터. 원래는 먹어도 카피 능력을 안 줬으나 별의 커비 스타 얼라이즈에서 먹으면 새로 추가된 스파이더 능력을 준다. 프렌즈 헬퍼로 영입할시 모자를 쓴다.
- 칠리

눈사람처럼 생긴 몬스터. 먹을시 아이스 능력을 준다. 프렌즈 헬퍼로 데리고 다닐 시 커비가 아이스를 카피하고 있을 때 쓰는 모자를 쓴다. 무적 상태가 될 수 있다.
- 네스퍼

에스퍼 능력을 주는 몬스터. 강력한 능력을 가지고 있다.
- 파라솔 웨이들 디

파라솔을 들고 있는 웨이들 디. 삼키면 파라솔 능력을 얻는다. 별의 커비 스타 얼라이즈에서는 다 함께 파라솔이 추가되었다.
- 탱장어

말 그대로 장어처럼 생긴 몬스터. 삼킬시 워터 능력을 준다. 프렌즈 헬퍼로 데리고 다닐 시 커비가 워터 능력을 카피했을 때 쓰는 모자를 쓰고 다닌다.